# Вице Венема
Д-р Вѝце Вѐнема (на нидерландски: Wietse Zweitze Venema) е нидерландски софтуерен инженер и физик, известен преди всичко с пощенската система Postfix. Венема е също създател на TCP Wrapper, а заедно с Дан Фармър и на инструментите SATAN и The Coroner's Toolkit. Бивш председател е на FIRST – международната организация на екипите за действие при инциденти в информационната сигурност.

## Биография
Вице Венема е роден през 1951 година. Следва физика в Университета на Гронинген, където се дипломира като доктор. В продължение на 12 години работи като системен архитект в Айндховенския технически университет в катедрата по математика и компютърни науки. През 1996 се установява в САЩ, започвайки работа в изследователския център на IBM „Томас Дж. Уотсън“. След 18-годишна кариера, през 2015 година Венема се премества в Google.
Венема е женен, любител на пешеходния и велосипеден туризъм.

## Награди
- Security Summit Hall of Fame Award (юли 1998)
- SAGE Outstanding Achievement Award (ноември 1999)
- NLUUG Award (ноември 2000)
- Sendmail Milter Innovation Award (ноември 2006)
- The 2008 Free Software Foundation Award for the Advancement of Free Software (март 2009)
- 2012 ISSA Hall of Fame Award (октомври 2012)